# Чишовский, Мариан
Ма́риан Чи́шовский (словац. Marián Čišovský; 2 ноября 1979, Гуменне, Чехословакия — 28 июня 2020) — словацкий футболист, защитник.
В 2014 году футболисту был поставлен диагноз боковой (латеральный) амиотрофический склероз.

## Карьера

### Клубная
Профессиональную карьеру начал в 1996 году в клубе «Гуменне» из одноимённого города, провёл в его составе 52 матча, забил 1 гол, после чего в 1999 году перешёл в братиславский «Интер», за который выступал до 2004 года, проведя за это время 115 матчей, забив 5 мячей в ворота соперников и став вместе с командой дважды чемпионом Словакии, один раз бронзовым призёром и дважды обладателем Кубка страны.
В июле 2004 года пополнил ряды клуба «Жилина», где и доиграл сезон, проведя 35 матчей и забив 9 голов, чем помог команде завоевать титул вице-чемпиона Словакии. В сезоне 2005/06 сыграл 19 матчей, забил 3 гола, после чего перешёл в братиславский клуб «Артмедиа Петржалка», в составе которого и доиграл сезон, проведя 14 матчей, забив 1 гол и став во второй раз в карьере вице-чемпионом страны. В следующем сезоне клуб повторил достижение, а Чишовский сыграл 27 матчей и забил 6 мячей. Сезон 2007/08 стал самым успешным для Чишовского за время выступлений в «Артмедии», он провёл 28 матчей и забил 7 мячей, а его команда сделала «золотой дубль», выиграв в том сезоне чемпионат и Кубок страны. В карьере Чишовского это был уже 3-й «золотой дубль», первые 2 были ещё в составе «Интера».
В сезоне 2008/09 сыграл 5 матчей в чемпионате и 6 матчей, в которых забил 2 мяча, в предварительных раундах Лиги чемпионов, после чего переехал в Румынию, в клуб «Тимишоара», с которым подписал контракт на 3 года, сумма трансфера составила 450.000 €. В составе нового клуба дебютировал 13 сентября в выездном матче против клуба «Университатя» Крайова, в котором его команда одержала победу со счётом 3:1. Всего за «Тимишоару» в том сезоне провёл 27 матчей, забил 3 мяча и стал вместе с командой вице-чемпионом Румынии и финалистом Кубка страны. В розыгрыше Кубка сыграл 4 матча, в том числе принял участие в прошедшей 13 июня 2009 года в городе Тыргу-Жиу финальной встрече, в которой его команда уступила клубу ЧФР со счётом 0:3. В той игре Чишовский провёл на поле весь матч, на 76-й минуте получил жёлтую карточку. С 2011 года защищал цвета пльзеньской «Виктории».
В начале 2015 года Чишовскому был поставлен диагноз — боковой амиотрофический склероз, также известный как болезнь Лу Герига. Из-за неё Чишовский не появлялся на поле с марта 2014 года. Свою победу в чемпионате 2014/15 «Виктория» посвятила Чишовскому.

### В сборной
Участвовал в Олимпийских играх 2000 года, сыграл в 2 встречах: 14 сентября вышел в стартовом составе и отыграл весь проходивший в Брисбене матч против сборной Бразилии, в котором словаки уступили со счётом 1:3, а Чишовский «отметился» на 68-й минуте автоголом, и 20 сентября вышел на замену на 69-й минуте проходившего в Канберре матча против сборной ЮАР (2:1).
В составе главной национальной сборной Словакии выступал с 2002 по 2013 год.

## Достижения
«Интер»
- Чемпион Словакии (2): 1999/00, 2000/01
- Бронзовый призёр чемпионата Словакии: 2001/02
- Обладатель Кубка Словакии (2): 1999/00, 2000/01

«Жилина»
- Вице-чемпион Словакии: 2004/05

«Артмедиа»
- Чемпион Словакии: 2007/08
- Вице-чемпион Словакии (2): 2005/06, 2006/07
- Обладатель Кубка Словакии: 2007/08

«Тимишоара»
- Вице-чемпион Румынии: 2008/09

«Виктория»
- Чемпион Чехии (2): 2012/13, 2014/15
- Вице-чемпион Чехии: 2013/14
- Бронзовый призёр чемпионата Чехии: 2011/12
- Обладатель Суперкубка Чехии: 2011